# Белмонт (Огайо)
Белмонт (англ. Belmont) — селище (англ. village) в США, в окрузі Бельмонт штату Огайо. Населення — 414 особи (2020).

## Географія
Белмонт розташований за координатами 40°1′41″ пн. ш. 81°2′27″ зх. д. / 40.02806° пн. ш. 81.04083° зх. д. (40.027979, -81.040933).  За даними Бюро перепису населення США в 2010 році селище мало площу 0,69 км², уся площа — суходіл.

## Демографія
Згідно з переписом 2010 року, у селищі мешкали 453 особи в 197 домогосподарствах у складі 129 родин. Густота населення становила 657 осіб/км².  Було 218 помешкань (316/км²).
Расовий склад населення:
| - 97,4 % — білих - 1,3 % — корінних американців - 0,4 % — чорних або афроамериканців |

До двох чи більше рас належало 0,9 %. Частка іспаномовних становила 0,2 % від усіх жителів.
За віковим діапазоном населення розподілялося таким чином: 20,8 % — особи молодші 18 років, 63,3 % — особи у віці 18—64 років, 15,9 % — особи у віці 65 років та старші. Медіана віку мешканця становила 44,0 року. На 100 осіб жіночої статі у селищі припадало 85,7 чоловіків;  на 100 жінок у віці від 18 років та старших — 88,0 чоловіків також старших 18 років.
Середній дохід на одне домашнє господарство  становив 48 814 долари США (медіана — 36 705), а середній дохід на одну сім'ю — 59 044 долари (медіана — 50 000). Медіана доходів становила 36 875 доларів для чоловіків та 32 981 долар для жінок. За межею бідності перебувало 8,7 % осіб, у тому числі 13,6 % дітей у віці до 18 років та 2,7 % осіб у віці 65 років та старших.
Цивільне працевлаштоване населення становило 271 осіб. Основні галузі зайнятості: освіта, охорона здоров'я та соціальна допомога — 23,6 %, роздрібна торгівля — 21,8 %, мистецтво, розваги та відпочинок — 11,1 %, сільське господарство, лісництво, риболовля — 9,6 %.